# Cangak
Cangak is een bestuurslaag in het regentschap Pemalang van de provincie Midden-Java, Indonesië. Cangak telt 2849 inwoners (volkstelling 2010).